# Ибреда
Ибреда — река в России, протекает по Шиловскому району Рязанской области. Левый приток Пары. Длина реки составляет 24 км, площадь водосборного бассейна 110 км².

## География
Река берёт начало у села Красный Холм. Течёт на северо-восток через населённые пункты Красный Холм, Сасыкино, Ибредь, Желудево. Устье реки находится у села Тимошкино в 22 км по левому берегу реки Пары.
Через реку существует ряд мостов (в том числе реку пересекает дорога М5 «Урал»), также есть брод (в селе Сасыкино).

## Данные водного реестра
По данным государственного водного реестра России относится к Окскому бассейновому округу, водохозяйственный участок реки — Ока от города Рязань до водомерного поста у села Копоново, без реки Проня, речной подбассейн реки — бассейны притоков Оки до впадения Мокши. Речной бассейн реки — Ока.
Код объекта в государственном водном реестре — 09010102212110000026086.